# Arne Jacobsen (építész)
Arne Jacobsen (1902. február 11. - 1971. március 24.) dán építész és formatervező.

## Képtár

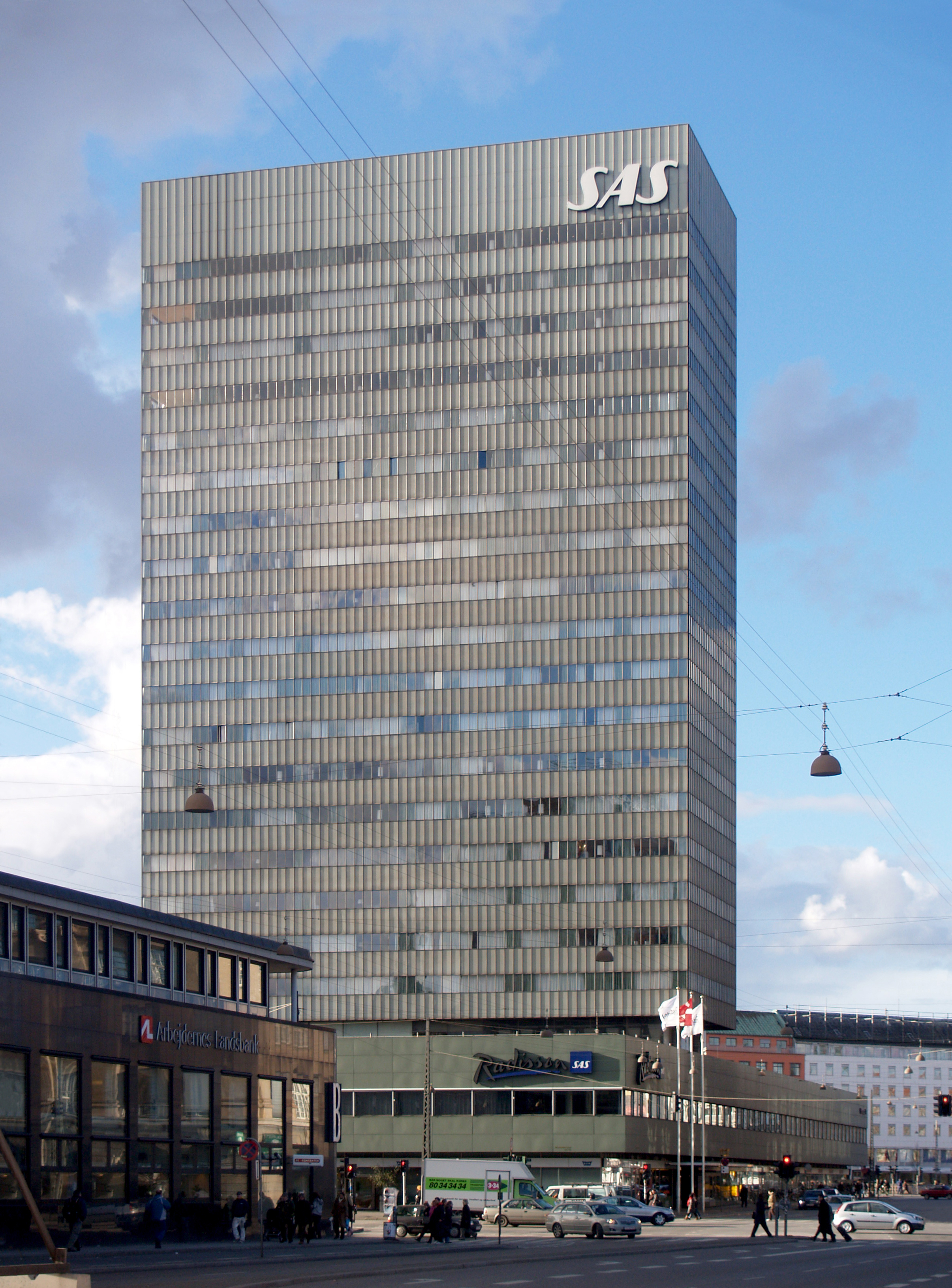
SAS House, Koppenhága
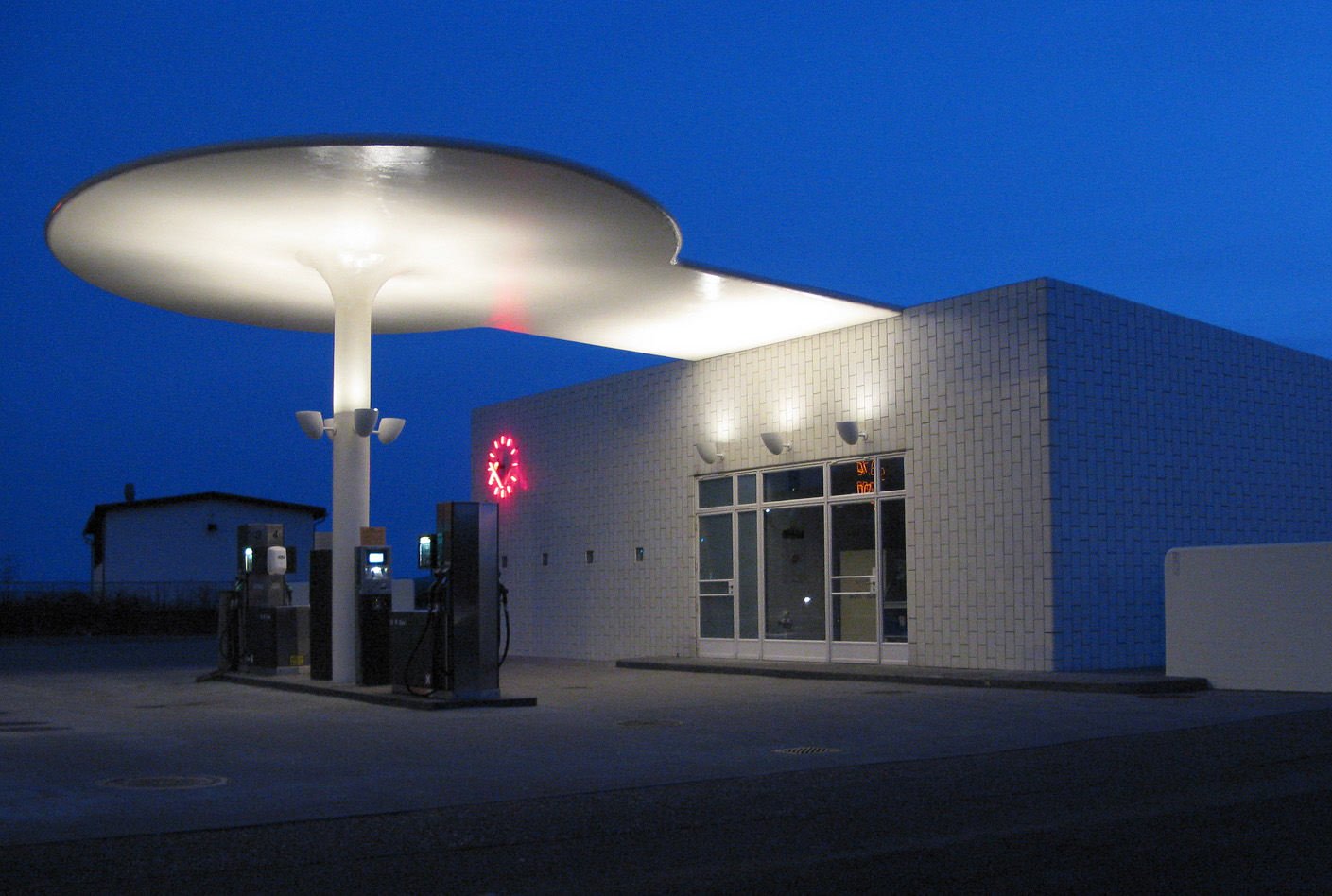
Benzinkút, Skovshoved
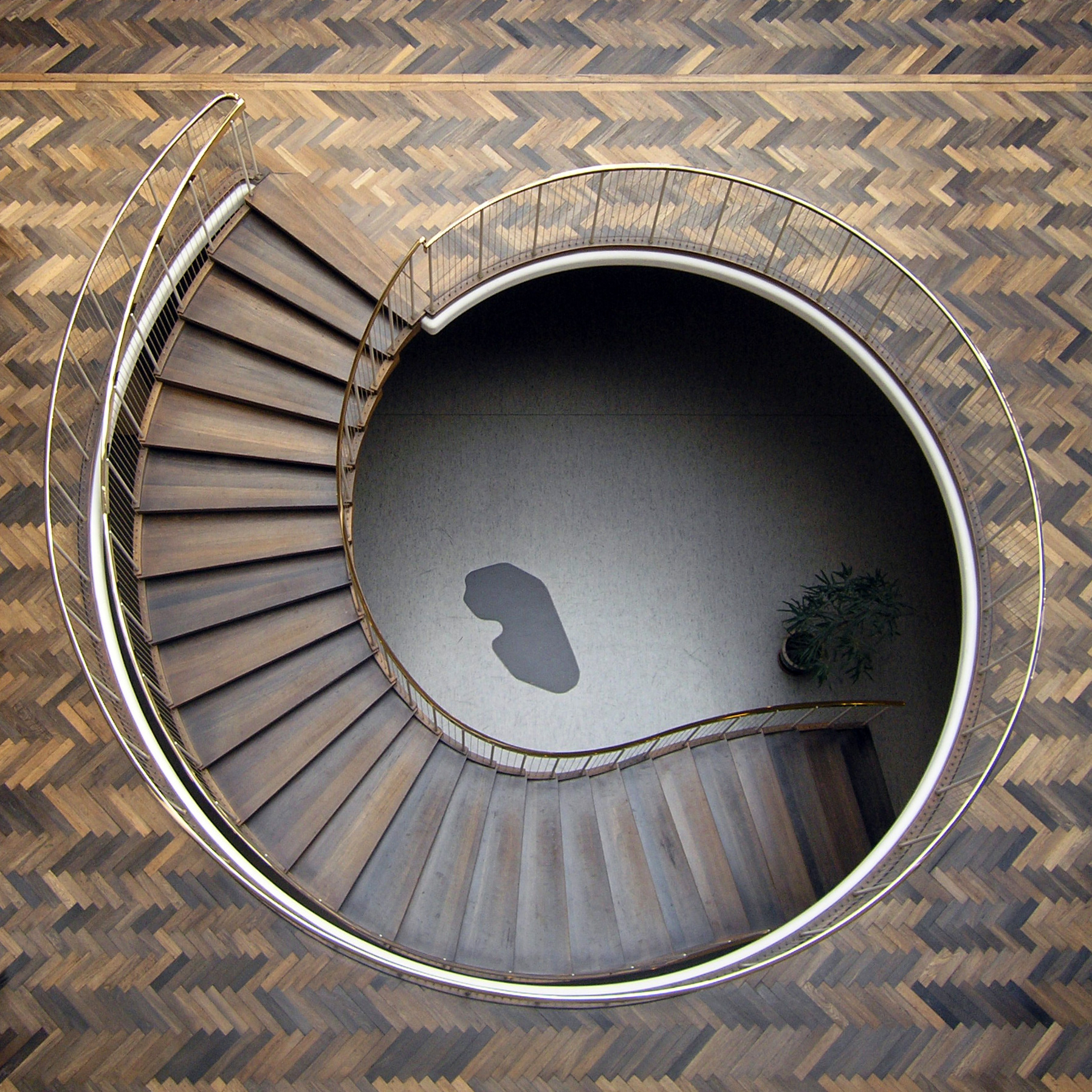
Aarhus városháza
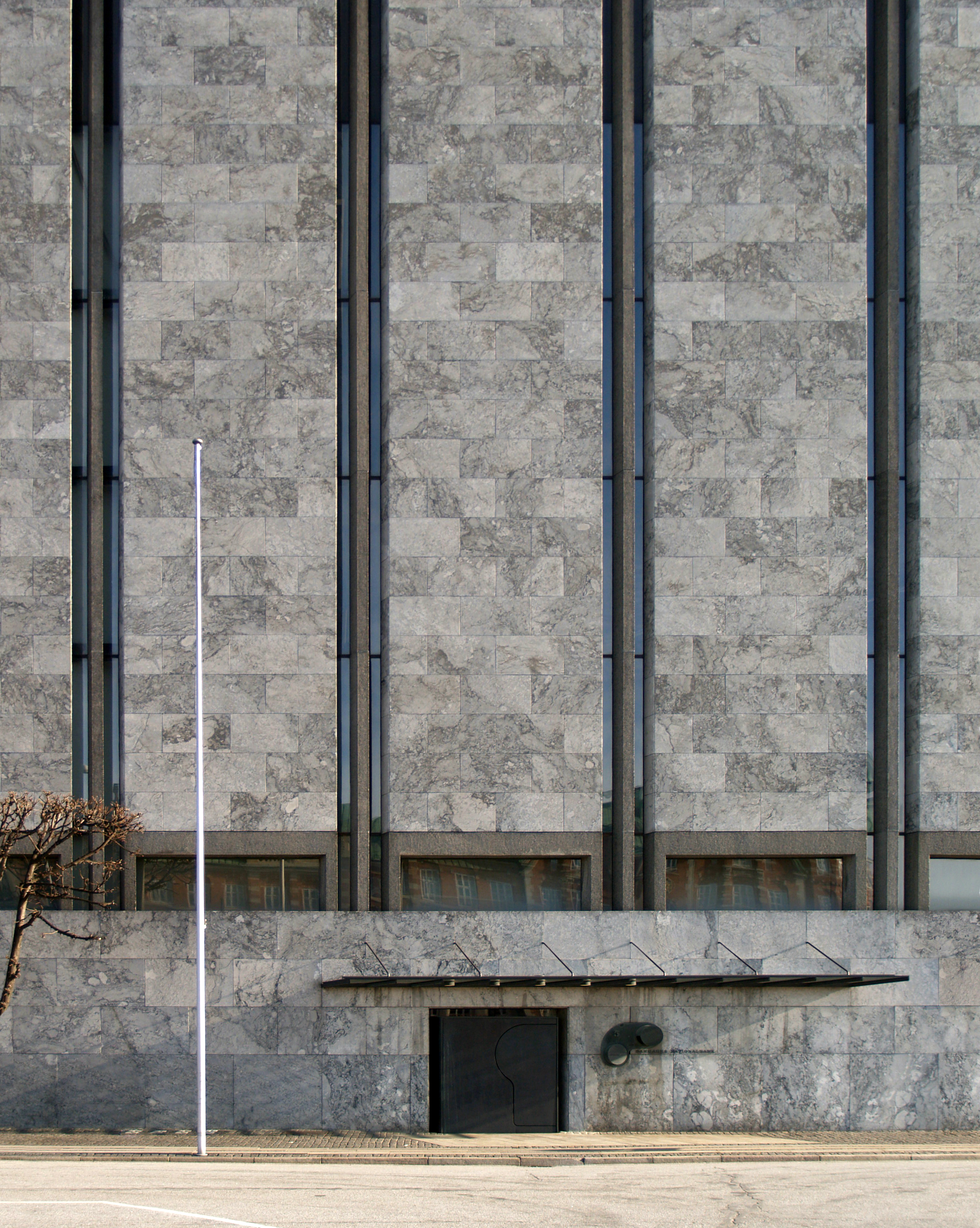
Dánia Nemzeti Bankja